# Cervélo

Logo

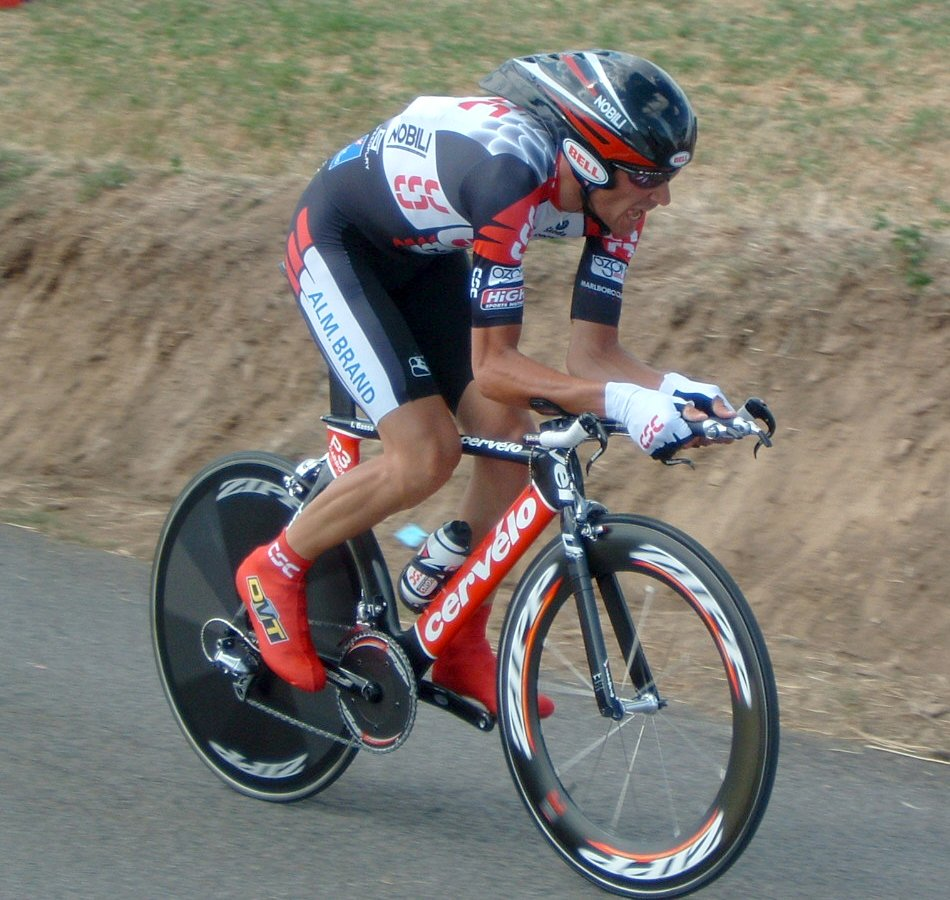
Ivan Basso op een Cervélo P3C-tijdritfiets tijdens de Ronde van Frankrijk 2005

Cervélo Cycles is een Canadees-Nederlands constructeur van racefietsen. Het merk werd in 1995 opgericht door de Nederlander Gérard Vroomen en de Canadees Phil White.
Hoewel Cervélo een relatief klein bedrijf is, geniet het toch een reputatie in het wielerpeloton. Zo bracht het in 1996 het eerste carbon frame op de markt met een totaalgewicht van minder dan 1 kg.

## Etymologie
De naam is samengesteld uit de eerste lettergreep van het Italiaanse cervello (brein) en de eerste twee van het Franse vélocipède (fiets).

## Ploegen

### Mannen
- Cervélo TestTeam (2009-2010)
- Garmin-Cervelo (2011)
- Team Dimension Data (2018)
- Team Sunweb (2019-2020)
- Team Jumbo-Visma (2021-)

### Vrouwen
- Cervélo Lifeforce Pro Cycling Team (2008-2011)
- Velocio-SRAM (2015)
- Cervélo-Bigla (2016-2018)